# THRAK
《THRAK》은 1995년 4월 3일, 버진 레코드에서 발매된 영국의 프로그레시브 록 밴드 킹 크림슨의 열한 번째 스튜디오 음반이다. 1994년 EP 《VROOOM》에 이어 발매되었다. 이 음반은 10년 전 《Three of a Perfect Pair》 이후 첫 스튜디오 음반이며, 1994년~1997년 로버트 프립, 아드리안 벨류, 토니 레빈, 트레이 건, 빌 브루퍼드, 팻 마스텔로토의 라인업을 담은 유일한 스튜디오 음반이다.

## 배경
영국 윌트셔주 박스의 피터 가브리엘의 리얼 월드 스튜디오에서 프로듀서 데이비드 보트릴와 함께 녹음된 이 녹음은 이 그룹을 일련의 독특한 방식으로 보여준다. 기타리스트 2명, 베이시스트 2명, 드러머 2명으로 구성된 밴드로, 오프닝 트랙은 오디오 믹스 중앙에 있는 6명의 음악가들로 시작한다. 음반이 진행되면서 그들은 두 개의 트리오로 나뉘는데, 한 명의 기타리스트, 베이시스트, 드러머는 왼쪽 채널에서 들리고 다른 한 명의 기타리스트, 베이시스트, 드러머는 오른쪽 채널에서 들려오는 소리를 들었다.
〈Sex Sleep Eat Drink Dream〉과 〈One Time〉은 킹 크림슨의 개혁 직후인 1994년 4월과 5월에 뉴욕주 우드스톡에서 열린 1994년 EP 《VROOOM》 스튜디오 리허설에서 개발되었다. 이러한 세션의 계측적 성과와 즉흥 연주는 나중에 1999년에 《The VROOOM Sessions》로 발표될 것이다. 〈Sex Sleep Eat Drink Dream〉은 나중에 리얼 월드 스튜디오에서 녹음된 완곡곡과는 현저하게 다른 리프와 함께 〈No Questions Asked〉라는 기악곡으로부터 개발되었다.
〈Fashionable〉은 《THRAK》의 녹음 중에 리얼 월드 스튜디오에서 재녹음된 《The VROOOM Sessions》의 또 다른 기악곡이었다. 밴드 멤버들에 의해 다양한 추가와 개선으로 재작업이 이루어졌음에도 불구하고, 이 흥겨운 곡은 결국 마지막 음반에서 삭제되었다.
〈VROOOM VROOOM〉은 1974년 프립이 작곡한 《Red》의 기악 타이틀곡(실제로 《Red》의 원래 중간 부분의 리드미컬한 변형)을 위해 중간 부분을 포함하고 있다.

## 발매
1995년 4월 3일에 처음 발매된 《THRAK》은 영국 음반 차트에서 58위에 올랐으며, 이 차트에서 마지막 발매되었다. 이 음반은 2002년에 CD로 재발매되었다. 2015년 10월 "40주년 기념일 시리즈"를 위해 자코 자크식의 5.1 서라운드 사운드 믹스가 CD/DVD-A 발매로 출시되었다. 이 에디션은 또한 로버트 프립와 자크식의 새로운 스테레오 믹스를 재창조하였다. 이 두 혼합물은 또한 1994년~1997년 기간의 미발행 스튜디오와 라이브 녹음도 포함하는 《THRAK BOX》에 포함되었다.

## 평가
| 평가 점수     | 평가 점수  |
| 출처          | 점수       |
| ------------- | ---------- |
| AllMusic      | [ 5 ]      |
| Maxim         | 4/별       |
| Q             | 4/별       |
| Rolling Stone | [ 6 ]      |
| Trouser Press | favourable |

《트라우저 프레스》는 "정확히 제어되는 암석력에 놀라운 뇌섹스 모험인 절대 괴물"이라고 설명했다.
음반에 대한 회고적 평가에서 올뮤직의 다니엘 지오프레는 킹 크림슨을 "60년대 출신 프로그레시브 록 밴드 중 90년대에도 여전히 새롭고 생명력 있는 진보적 음악을 만들어낸 유일한 밴드"라고 평하며, 이 음반에서 더블 트리오 구성 방식을 다채롭게 활용한 점을 높이 평가하였다. 그는 이 음반이 종종 과거 킹 크림슨의 작품들을 참조하고 있음을 언급하면서도, 이는 밴드가 자신의 과거에 집착하기보다는 오랜 팬층을 세심하게 배려한 표현이라고 해석하였다.

## 곡 목록
작사는 로버트 프립의 〈Coda: Marine 475〉를 제외한 모두 아드리안 벨류가 맡았고, 작곡은 모두 벨류, 빌 브루퍼드, 프립, 트레이 건, 토니 레빈 그리고 팻 마스텔로토가 맡았다.
| #   | 제목                           | 재생 시간 |
| --- | ------------------------------ | --------- |
| 1.  | 〈VROOOM〉 (기악)              | 4:38      |
| 2.  | 〈Coda: Marine 475〉           | 2:42      |
| 3.  | 〈Dinosaur〉                   | 6:37      |
| 4.  | 〈Walking on Air〉             | 4:38      |
| 5.  | 〈B'Boom〉 (기악)              | 4:11      |
| 6.  | 〈THRAK〉 (기악)               | 3:59      |
| 7.  | 〈Inner Garden I〉             | 1:47      |
| 8.  | 〈People〉                     | 5:53      |
| 9.  | 〈Radio I〉 (기악)             | 0:44      |
| 10. | 〈One Time〉                   | 5:21      |
| 11. | 〈Radio II〉 (기악)            | 1:03      |
| 12. | 〈Inner Garden II〉            | 1:16      |
| 13. | 〈Sex Sleep Eat Drink Dream〉  | 4:50      |
| 14. | 〈VROOOM VROOOM〉 (기악)       | 5:50      |
| 15. | 〈VROOOM VROOOM: Coda〉 (기악) | 3:01      |